# Saint-Izaire
Saint-Izaire è un comune francese di 334 abitanti situato nel dipartimento dell'Aveyron nella regione dell'Occitania.

## Società

### Evoluzione demografica
Abitanti censiti